# محمد الدواس
محمد الدواس تولى مهمة نائب محافظ البنك المركزي التونسي فيما بين 30 أكتوبر 1996 إلى حين تعيينه محافظا بتاريخ 22 جانفي 2001  خلفا لمحمد الباجي حمدة، وقد استمر في مهمته إلى عام 2004 حيث وقعت إقالته بعد الكشف عن قائمة تحتوي على 127 اسما لأشخاص وشركات هم الأكثر مديونية في تونس.